# NGC 1098
NGC 1098 (другие обозначения — ESO 546-14, MCG -3-8-8, HCG 21C, NPM1G -17.0106, PGC 10403) — линзовидная галактика в созвездии Эридан. Открыта Фрэнком Ливенвортом в 1886 году. Описание Дрейера: «тусклый, очень маленький объект круглой формы, более яркий в середине и в ядре, первый из трёх», под другими двумя объектами подразумеваются NGC 1099 и NGC 1100. Принадлежит к компактной группе Хиксона 21, которая содержит галактики NGC 1091, 1092, 1099, 1100.
Этот объект входит в число перечисленных в оригинальной редакции «Нового общего каталога».